# Abdullah El Baoudi
 (février 2019).
 Abdullah El Baoudi, né le 4 novembre 1986 à Agadir et mort le 11 avril 2012 dans la même ville,,,, est un acteur néerlandais, d'origine marocaine.

## Filmographie

### Cinéma
- 2007 : Color Me Bad : Karim
- 2009 : Lover of loser (nl) : Jamy
- 2009 : Het mysterie van de volle maan : Le postier
- 2012 : De overloper (nl) : Ibi

### Téléfilms
- 2004 : Dunya & Desie (nl) : L'ami de Zoefs
- 2006 : Fok jou! (nl) : Khalid
- 2006–2007 : Van Speijk : Hafid Ouassu
- 2008 : Moes : Hafid
- 2008 : Hitte/Harara (nl) : Habib
- 2010 : Deadline (nl) : Dyran
- 2012 : Naar het Einde van de Straat : Mo

## Cause du décès
Il est décédé d'une privation d'oxygène due à une embolie pulmonaire dans sa ville de naissance.